# V (album, Vreid)
V je páté studiové album norské black metalové skupiny Vreid z roku 2011, které vyšlo u norského vydavatelství Indie Recordings.
Bylo nahráno od března do září 2010 a po vydání nominováno na norskou cenu Grammy.

## Seznam skladeb
1. Arche
2. The Blood Eagle
3. Wolverine Bastards
4. The Sound Of The River
5. Fire On The Mountain
6. The Others & The Look
7. Slave
8. Welcome To The Asylum
9. Then We Die

## Sestava
- Sture - vokály, kytara
- Strom - kytara
- Hvàll - baskytara
- Steingrim - bicí